# Trận Bành Thành (577–578)
Chiến tranh Trần – Bắc Chu (chữ Hán: 陈北周之战, Trần – Bắc Chu chi chiến) hay thường gọi là trận Bành Thành (彭城之战, Bành Thành chi chiến), đôi khi cũng gọi là trận Lữ Lương (吕梁之战, Lữ Lương chi chiến) là cuộc chiến kéo dài từ tháng 10 năm 577 (năm Thái Kiến thứ 9 nhà Trần, năm Kiến Đức thứ 6 nhà Bắc Chu) đến tháng 2 năm sau vào đời Nam Bắc triều, với trận đánh lớn duy nhất và có tính quyết định nhằm tranh giành Bành Thành (nay là Từ Châu, Giang Tô) diễn ra ở gần Lữ Lương (nay là đông nam Từ Châu, Giang Tô). Kết quả quân Trần đại bại, quân Chu giành được toàn thắng.

## Bối cảnh, diễn biến và kết quả
Tháng 10 năm 577 (năm Thái Kiến thứ 9 nhà Trần, năm Kiến Đức thứ 6 nhà Bắc Chu), nghe tin Bắc Chu diệt Bắc Tề, Trần Tuyên đế Trần Húc muốn thừa cơ tranh giành khu vực Hoài Bắc, mục tiêu chính là 2 châu Từ (Châu trị chính là Bành Thành), Duyện (Châu trị nay là Duyện Châu, Sơn Đông) bèn phái Tư không Ngô Minh Triệt soái quân bắc tiến. Quân Trần đến Lữ Lương, đánh bại Từ Châu tổng quản Lương Sĩ Ngạn. Sĩ Ngạn lui về Bành Thành cố thủ, Minh Triệt tiến quân vây thành .
Tháng 11, nhà Bắc Chu lấy Thượng đại tướng quân Vương Quỹ làm Hành quân tổng quản, soái quân đến cứu .
Tháng 12, quân Trần vây Bành Thành, rồi dẫn nước Thanh Thủy (tức Tứ Thủy, nay chảy dài từ Hoài Âm, Giang Tô về phía tây bắc) rót vào thành, bày chiến thuyền quanh thành, tấn công rất gấp .
Vương Quỹ ngầm đưa binh từ Thanh Thủy chiếm cứ Hoài Khẩu (tức Thanh Khẩu, nay là cửa sông Thanh Thủy nhập vào sông Hoài ở tây nam Hoài Âm, Giang Tô), cắm cọc lớn, giăng lưới dài, rồi dùng xích sắt xâu hàng trăm bánh xe lại với nhau mà dìm xuống Thanh Thủy, nhằm phong tỏa đường sông, cắt đứt đường lui của thủy quân Trần. Ở 2 bên bờ Thanh Thủy cho đắp thành, một tuần thì xong .
Tiếu Châu thứ sử Tiêu Ma Ha kiến nghị: nhân lúc công sự của quân Bắc Chu chưa lập xong mà đánh, bọn họ sẽ không dám chống lại; nếu công sự lập xong, thì (bọn ta) ắt sẽ bị bọn họ bắt được! Ngô Minh Triệt không nghe .
Tháng 2 năm sau (578), viện quân Bắc Chu tề tụ, các tướng Trần muốn phá đập mượn sức nước đẩy thuyền mà đi, nhưng lại có ý kiến e ngại nước lớn sẽ khiến thuyền hạm bị lật, thành ra do dự không quyết. Tiêu Ma Ha sốt ruột đề nghị chủ tướng Ngô Minh Triệt bỏ lại hạm đội, đi trước cùng kỵ binh. Lúc này bệnh đau lưng của Ngô đã phát nặng, lại không chấp nhận bỏ rơi đại quân, bèn sai Tiêu Ma Ha đưa kỵ binh đi trước, còn mình tự lãnh hạm đội, rồi cho phá đập. Đến Hoài Khẩu, thế nước dần yếu, lại gặp chướng ngại vật, thuyền hạm không thể qua được .
Vương Quỹ đưa quân đến đánh, quân Trần tan rã. Ngô Minh Triệt và 3 vạn tướng sĩ cùng toàn bộ quân nhu bị quân Chu bắt sống. Tiêu Ma Ha soái 80 kỵ binh tinh nhuệ đi trước đột vây, số kỵ binh còn lại đi theo, nên trở về được . Sau đó, quân Chu thừa thắng nam hạ, giành lại Thọ Dương (nay là huyện Thọ, An Huy), vùng Hoài Nam lại thuộc về Bắc Chu.